# Грб Украјинске ССР
Грб Украјинске ССР је усвојен 14. марта 1919. године, од стране владе Украјинске ССР. Грб се базира на грбу Совјетског Савеза. Приказује симболе пољопривреде (пшеница) и у позадини се налази излазеће сунце, симбол будућности украјинске нације. На грбу се налазе и црвена звезда и срп и чекић, симболи комунизма. У склопу грба се налази и мото Совјетског Савеза „Пролетери свих земаља, уједините се!“ написан на украјинском (Пролетарі всіх країн, єднайтеся!) и руском језику (Пролетарии всех стран, соединяйтесь!). У дну грба се налазе натпис „Українська РСР“.
Грб је био на снази до 1992, када је замењен данашњим грбом Украјине.